# Трагедия в Майерлинг
Трагедията в Майерлинг е поредица от събития, довели до убийство (или самоубийство) на кронпринц Рудолф Австрийски (21 август 1858 – 30 януари 1889) и любовницата му баронеса Мария Ветсера (19 март 1871 – 30 януари 1889).
Рудолф е единственият син на император Франц Йосиф I и императрица Елизабет Баварска, както и наследник на трона на Австро-Унгария. Любовницата на Рудолф е дъщеря на Албин фон Вечера, дипломат в австрийския двор. Телата на 30-годишния ерцхерцог и 17-годишната баронеса са намерени в имперския ловен павилион в Майерлинг на сутринта на 30 януари 1889 г.
Смъртта на престолонаследника има забележителни последици за хода на историята на XIX век. Тя оказва разрушителен ефект върху вече компрометирания брак на императорската двойка и прекъсва сигурността на наследяването на Хабсбургската династия. Тъй като Рудолф няма син, тронът преминава към брата на император Франц Йосиф – ерцхерцог Карл Лудвиг и след него към сина му ерцхерцог Франц Фердинанд.
Дестабилизацията застрашава нарастващото помирение между австрийската и унгарската части в империята, като се превръща в катализатор за развитието на събитията, които довеждат до убийството на Франц Фердинанд и жена му Софи от Гаврило Принцип (югославски националист, етнически сърбин) в Сараево през юни 1914 г., което води до избухването на Първата световна война, вследствие на която Австро-Унгария се разпада и Хабсбургската монархия загива.